# François IV de Mantoue
 (août 2023).
François IV Gonzague, en italien Francesco IV Gonzaga, était un noble italien né le 7 mai 1586 à Mantoue et mort le 22 décembre 1612 à Mantoue. Il fut le cinquième duc de Mantoue (région de Lombardie en Italie) et troisième duc de Montferrat (région du Piémont).

## Biographie
François, fils aîné de Vincent Ier de Mantoue et d'Éléonore de Médicis, va bientôt avoir 26 ans lorsqu'il succède à son père qui meurt en 1612. 
Il est resté dans l'histoire de Mantoue comme un homme de justice (et particulièrement très attentif aux droits des juifs de sa cité). Pour faire face aux nombreuses dettes accumulées par son père prodigue, il se vit contraint de se séparer de Claudio Monteverdi bien qu'il soit un grand amateur de musique et de théâtre.
François se maria, le 19 février 1608 à Turin, avec Marguerite de Savoie (1589-1655), fille de Charles-Emmanuel Ier, duc de Savoie et de Catherine-Michelle d'Espagne. Ils eurent trois enfants dont deux morts en bas âge :
- Marie de Mantoue (1609-1660) qui épousera, en 1627, Charles III (1609-1631), duc de Mayenne, un cousin éloigné de la branche « française » des Gonzague (ils avaient le même arrière-grand-père Guillaume de Mantoue) ;
- Ludovico (1611-1612) ;
- Eleonora (1612-1612).

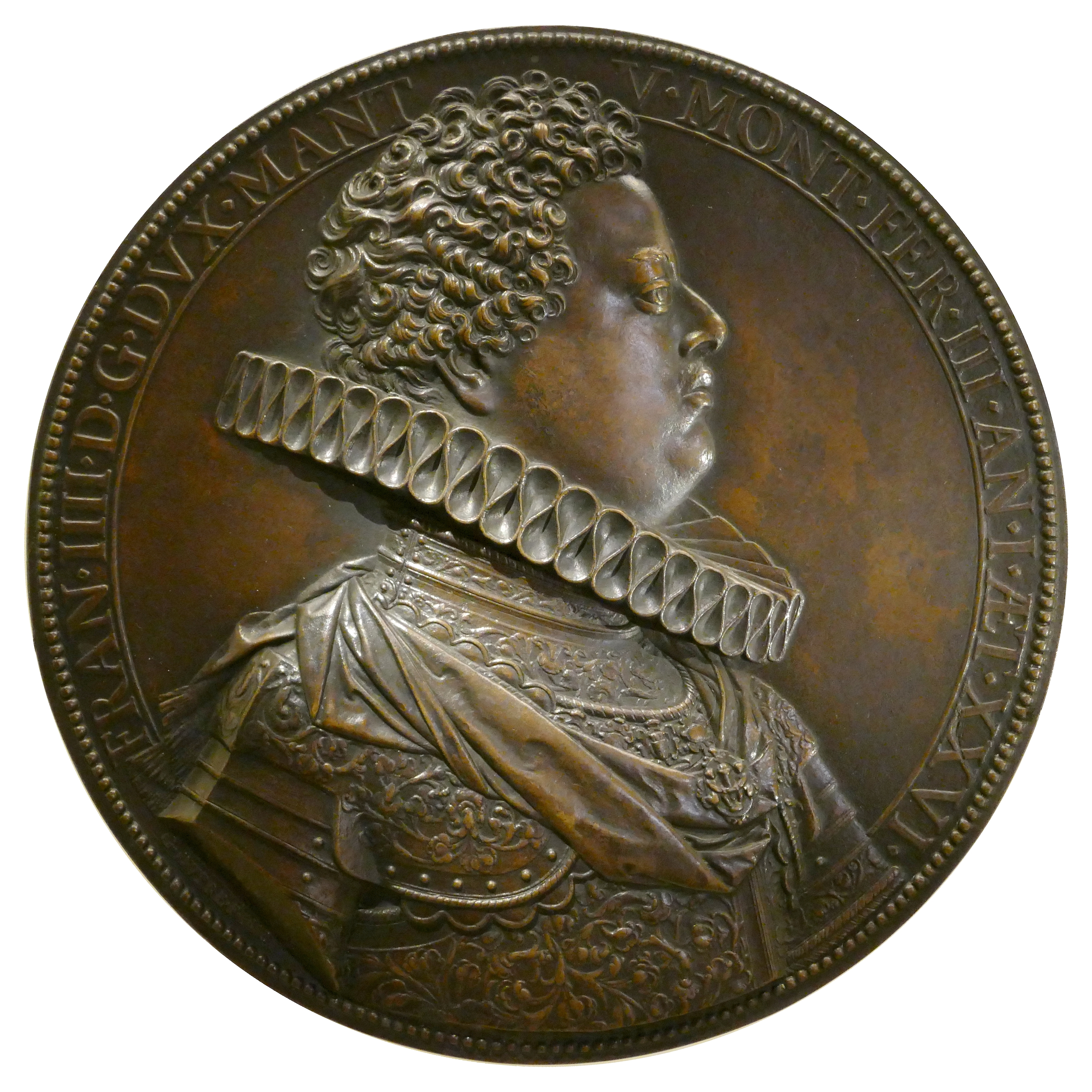
François IV sur une médaille d'après Guillaume Dupré.

François est décédé, après 10 mois de règne, en décembre 1612, âgé de 26 ans, victime de la petite vérole (variole).
Une controverse survint avec la Maison de Savoie au sujet de la succession du Montferrat. Charles-Emmanuel envoya son fils Victor-Amédée chercher leur petite-fille et nièce, Marie, qu'ils considéraient comme l'héritière du duché de Montferrat. La famille Gonzague leur opposa une fin de non-recevoir.
 
Faute de descendant masculin, le frère puîné de François, Ferdinand, lui succéda, déclenchant la guerre de succession du Montferrat.